# Retrat d'Elionor de Toledo
El Retrat d'Elionor de Toledo i el seu Fill és una pintura de l'italià Agnolo di Cosimo, altrament dit Bronzino, acabada a prop del 1545. Una de les seves obres més famoses, es troba a la Galeria dels Uffizi de Florència i es considera un dels exemples preeminents del retrat manierista. La pintura representa a Elionor de Toledo, l'esposa de Cosimo I de Medici, gran duc de la Toscana, asseguda amb la mà recolzada a l'espatlla d'un dels seus fills. Aquest gest, així com el motiu de la magrana en el seu vestit, fa referència seu paper de mare. Elionor porta un vestit de brocat amb arabescos negres. En aquesta postura, es representa com la dona ideal del Renaixement. Aquesta pintura és el primer exemple en el qual un estat fa pintar l'hereu del governant. En incloure son fill, Cosimo desitjava implicar que el seu govern duria estabilitat al ducat.
El nen ha estat identificat com a fill d'Elionor (nascut el 1541), Giovanni (nascut el 1543) o Garzia (nascut el 1547). Si es tracta d'aquest darrer, el retrat s'hauria d'haver pintant entre el 1550 i el 1553, però ara la data se sol assignar al 545, basat en un examen de l'evolució de l'estil de Bronzino, que suggereix Giovanni.
El retrat ha estat qualificat de fred, ja que reflecteix la sòbria formalitat de la cort espanyola de la qual provenia Elionor, sense la calidesa típica d'un retrat de mare i fill. Aquest distanciament és típic del rebuig del naturalisme a l'escola manierista. Per contra, el vestit d'Eleanor d'elaborat vellut brocat, amb els seus efectes de bouclé massius de bucles de trama d'or a l'estil riccio sopra riccio, es reprodueix amb cura. La pintura és potser un anunci per a la indústria de la seda florentina, que havia caigut en popularitat en els primers anys difícils del segle xvi i va ser reviure en el regnat de Cosimo I. El preciós cinturó daurat, decorat amb joies i boles amb una borla, Pot haver estat fabricat per l'orfebre Benvenuto Cellini.

## Roba
Elionor es representa amb un vestit formal sobre un camisó o bata de lli recorreguda per bandes estretes de brodat negre al el coll i als volants de màniga. La pintura de Bronzino captura la dimensionalitat de la tela de vellut de seda brocada en el vestit amb els seus bucles de fil d'or i arabescos negres en un fons de setí blanc. Aquesta roba feta amb teixits tan rics estava reservada per a ocasions oficials i no era típica del vestuari diari d'Elionor, que incloïa vestits de vellut i satins de colors plans.
Quan el cos de Eleanor va ser exhumat al segle xix, alguns van concloure que havia estat enterrada amb el mateix vestit que duia en aquest retrat. Una xarxa per als cabells gairebé idèntica podria haver causat aquesta confusió. Però una investigació més recent demostra que va ser enterrada en un vestit de setí blanc molt més senzill sobre un cosset de vellut carmesí (i probablement unes enagües que no han resistit el pas del temps). Després d'una llarga i complexa restauració, s'ha conservat la roba original i se'n mostren reconstruccions detallades a la Galeria de Vestuari del Palazzo Pitti de Florència. Les peces originals són massa fràgils per exposar de cara al públic.